# Dan the Dandy
Dan the Dandy è un cortometraggio muto del 1911 diretto da D.W. Griffith.

## Trama
Dan, finiti gli studi e tornato a casa dopo l'università, si dimostra pigro e senza iniziative. Il padre, preoccupato, assolda un vagabondo per mettere sotto pressione il figlio, ma il metodo ha scarso successo. Solo quando l'ex vagabondo comincia a corteggiare una giovane ereditiera, Dan si sveglia e si mette in competizione con il rivale, soffiandogli la ragazza.

## Produzione
Il film fu prodotto dalla Biograph Company. Venne girato a Fort Lee, nel New Jersey, dove si trovava la sede della casa di produzione.

## Distribuzione
Distribuito dalla General Film Company, il film - un cortometraggio di una bobina - uscì nelle sale cinematografiche statunitensi il 18 settembre 1911.